# John Edwards
Pour les articles homonymes, voir Edwards.
Pour les articles homonymes, voir John Edwards (homonymie) la page d'homonymie.
Johnny Reid Edwards dit John Edwards, né le 10 juin 1953 à Seneca (Caroline du Sud), est un homme politique américain, membre du Parti démocrate, sénateur de Caroline du Nord au Congrès des États-Unis de 1999 à 2005, candidat à la vice-présidence des États-Unis en 2004 et candidat à l'investiture démocrate pour l'élection présidentielle américaine de 2008.

## Biographie

### Famille

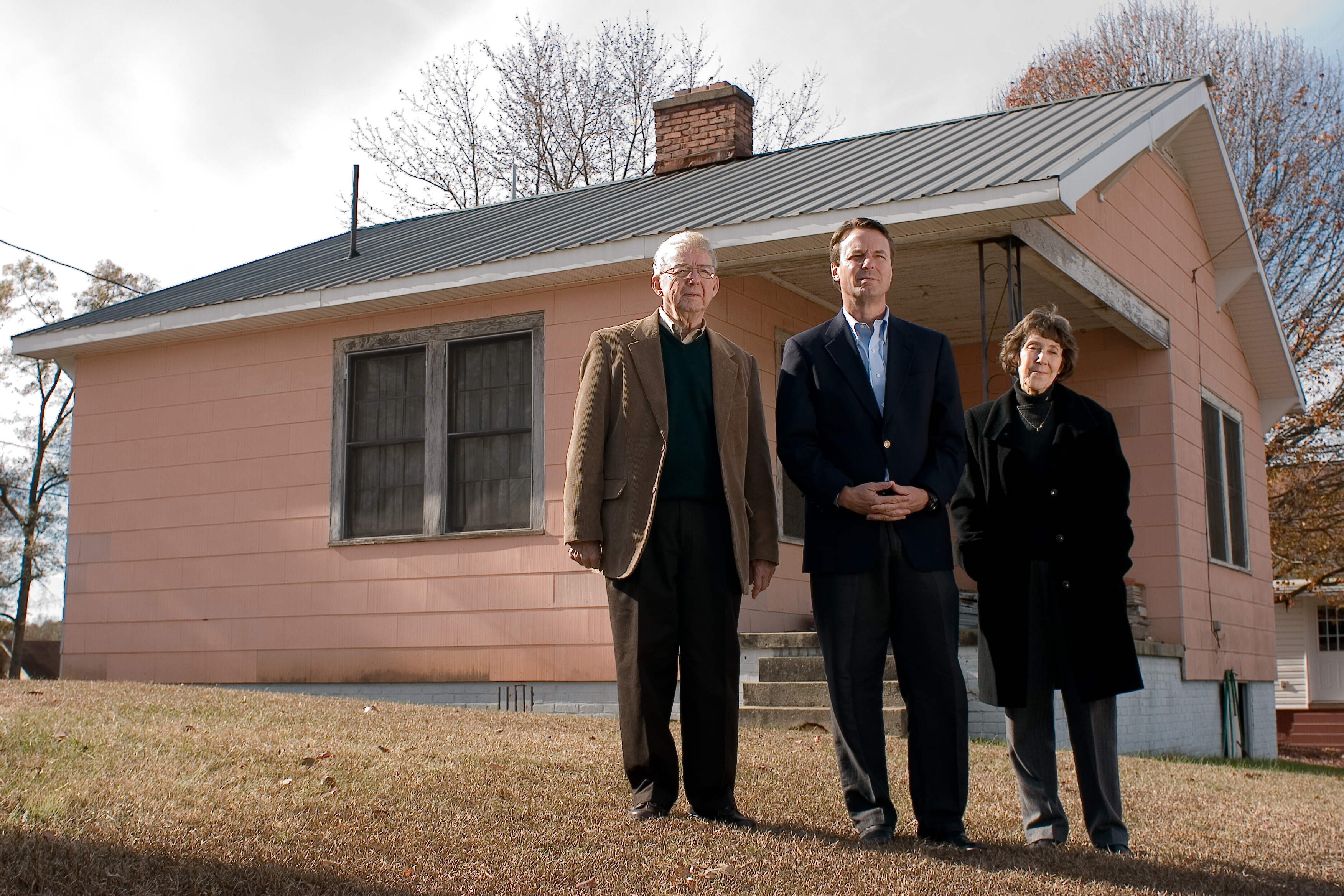
John Edwards avec ses parents devant leur ancienne maison, en 2007.

Né dans un milieu modeste de Caroline du Sud, John Edwards est le fils de Wallace Reid Edwards et de Catharine Juanita « Bobbie » Wade. Après plusieurs déménagements, sa famille s'installe à Robbins, en Caroline du Nord, où son père travaille comme ouvrier dans l'industrie textile ; sa mère, qui gère un commerce, entre dans les services postaux quand son mari perd son emploi, après 36 ans de carrière. Premier de sa famille à aller à l'Université, à Clemson puis à Chapel Hill, il fait fortune en tant qu'avocat en intentant des procès aux grandes sociétés au nom de consommateurs lésés, en particulier face aux cigaretiers. À Chapel Hill, il rencontre Elizabeth Anania, de quatre ans son aînée, avec laquelle il se marie à l'été 1977 et avec laquelle il a quatre enfants : Wade en 1979, Cate en 1982, Emma Claire en 1998 et Jack en 2000. John et Elizabeth se séparent début 2010 après que John admet avoir eu un enfant hors mariage. Elizabeth meurt d'un cancer du sein à 61 ans le 7 décembre 2010.

### Carrière politique
Alors que rien ne le prédestine à la politique, la mort de son fils Wade dans un accident de voiture, en 1996, l'incite à s'engager. Il devient sénateur de la Caroline du Nord en 1998, en battant le républicain sortant, Lauch Faircloth.
Les talents de juriste de John Edwards sont très utiles aux démocrates pendant la procédure d'impeachment contre le président Bill Clinton en 1998-1999, si bien qu'il devient influent au sein du parti malgré son manque d'expérience politique. Ainsi, en 2000, le candidat du Parti démocrate à la présidentielle, Al Gore le retient sur la liste des candidats possibles à la vice-présidence.
En 2002, John Edwards vote pour l'envoi de troupes américaines en Irak mais, en 2005 dans une interview au Washington Post, il déclare avoir fait erreur. En 2008, John Edwards exige un retrait complet des troupes.

#### Les primaires de 2004: colistier de Kerry
En 2003, il se lance dans la course aux primaires pour l'investiture du candidat démocrate à l'élection présidentielle de 2004. Si sa campagne ne semble pas décoller, il fait une percée lors de la première primaire, qui se tient dans l'Iowa, et devient bien vite l'adversaire principal du futur candidat démocrate John Kerry. Il élimine de façon spectaculaire des favoris comme Howard Dean et Joseph Lieberman. Mais une série de caucus des États de l'est achèveront prématurément sa courte mais fructueuse campagne. Voyant la popularité grandissante du jeune sénateur, le candidat démocrate, John Kerry, le désigne, au mois de juillet 2004, comme son colistier sur le ticket démocrate. Son discours stigmatisant « les deux Amériques, celle des très riches et celle des autres », son combat contre les abus des grands groupes industriels, et son implantation dans le Sud, sont des atouts pour le candidat démocrate, qui sera toutefois battu par George W. Bush le 2 novembre 2004.
Ayant décidé de ne pas se présenter à nouveau à son poste de sénateur lors du scrutin de 2004, mais de se concentrer plutôt sur l'élection présidentielle de 2008, il se retrouve, à partir du 3 janvier 2005, sans poste d'élu, mais reste l'une des principales étoiles montantes du Parti démocrate.

#### Les primaires de 2008: la défaite et le soutien à Obama

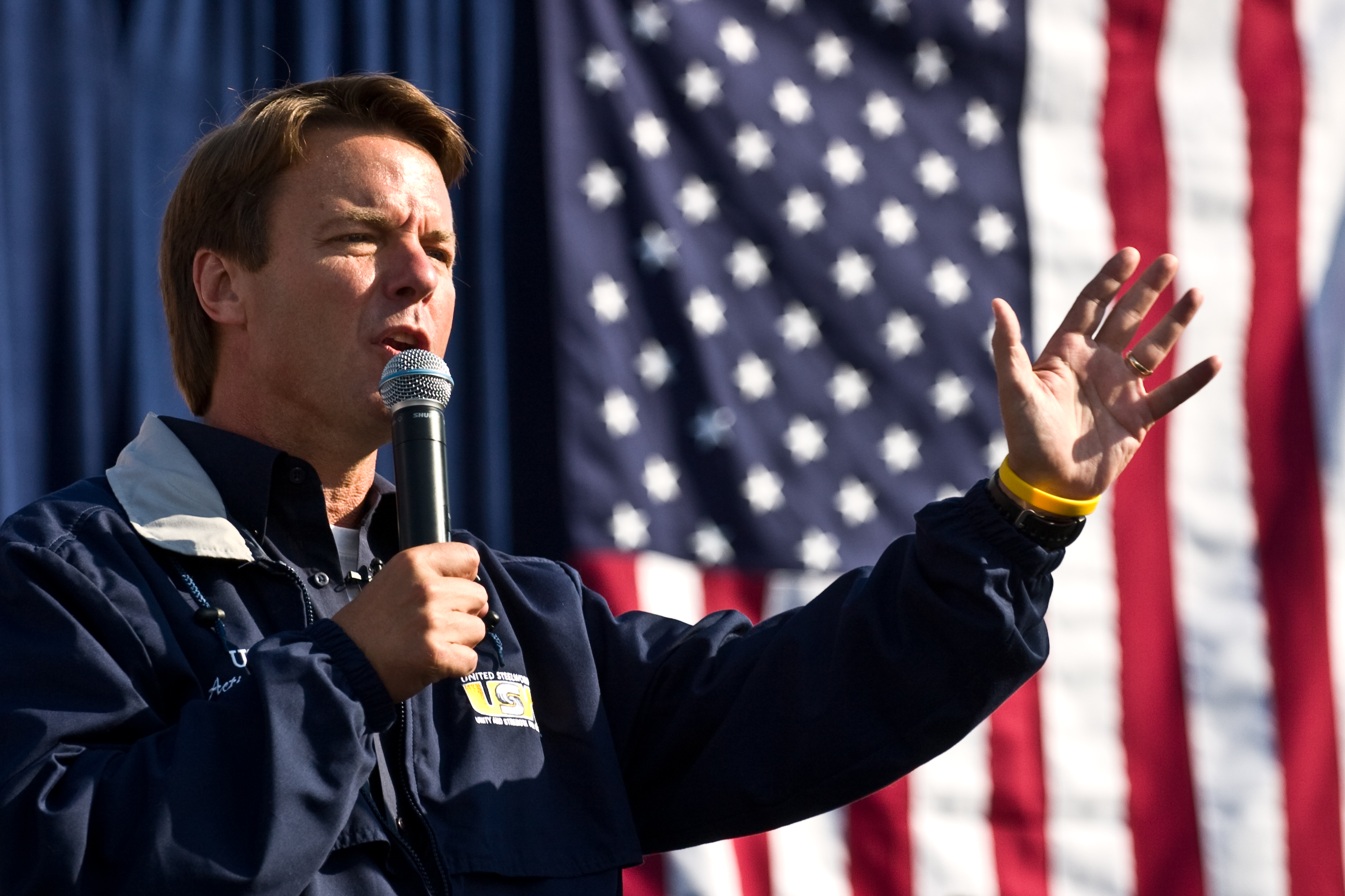
John Edwards, candidat à l'investiture démocrate pour l'élection présidentielle américaine de 2008, en campagne à Pittsburgh (Pennsylvanie) en 2007.

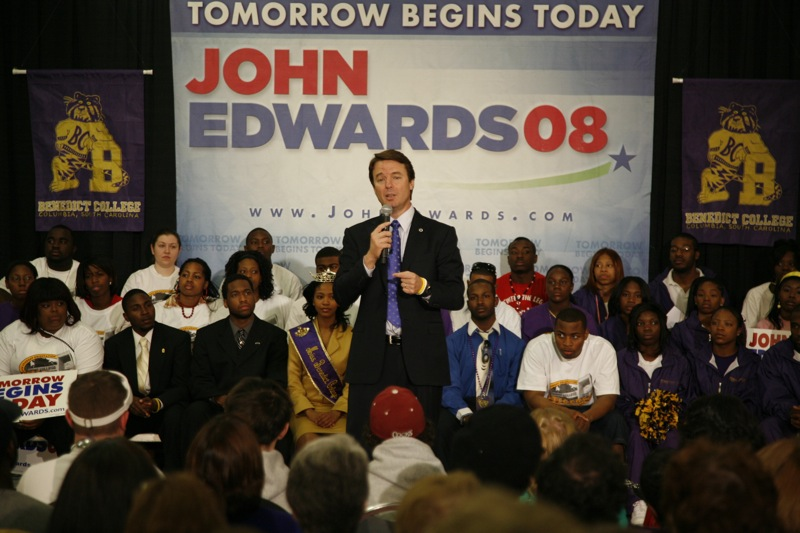
Meeting de campagne.

Le 28 décembre 2006, il annonce sa candidature à l'investiture démocrate pour l'élection présidentielle de 2008. Il nomme Joe Trippi, ancien directeur de campagne d'Howard Dean, responsable de sa campagne web. En 2007, soutenu par un grand nombre de syndicats américains, il base sa campagne aux primaires de son parti en défendant les intérêts de la classe ouvrière contre les puissances financières. Lors du lancement des primaires, le jeudi 3 janvier 2008, il obtient 30 % des voix lors des caucus en Iowa, derrière Barack Obama (38 %) mais devançant Hillary Clinton (29 %).
Le 27 janvier, il arrive troisième dans la primaire de Caroline du Sud, l'État dont il est originaire, avec 18 % des voix, contre 55 % à Barack Obama et 27 % à Hillary Clinton. Devant cet échec, qui confirme ceux du New Hampshire et du Nevada, il annonce, le 30 janvier 2008, son retrait de la course à la Maison Blanche, sans apporter son soutien à aucun des deux autres candidats démocrates encore en lice. Ce retrait serait également dû à l'état de santé de son épouse, Elizabeth Edwards, atteinte d'un cancer du sein incurable.
Le 14 mai 2008, il annonce officiellement son appui au sénateur Barack Obama dans la course à l'investiture démocrate, qui est élu.

### La relation adultérine
Le 8 août 2008, il admet une liaison adultérine avec une cinéaste, Rielle Hunter (en), alors que son épouse était soignée pour un cancer du sein. Rielle Hunter affirme que John Edwards est le père de son enfant, né en février. John Edwards a nié, indiquant que leur liaison était terminée bien avant cette grossesse. Le 21 janvier 2010, il admet finalement qu'il est le père de la petite Quinn. Sa femme et lui divorcent en 2010.
En juin 2011, John Edwards est inculpé devant un grand jury en Caroline de Nord sous 6 chefs d'accusation portés par le département de la Justice fédéral. Il lui est reproché d'avoir utilisé des fonds récoltés pour le financement de sa campagne politique pour cacher sa relation adultérine avec Rielle Hunter et l'existence de sa fille née hors mariage. Il nie qu'il s'agisse de dons obtenus pour financer sa campagne électorale et plaide non coupable.
Le 31 mai 2012, après neuf jours de délibération des jurés, John Edwards est déclaré non coupable du chef d'accusation de détournement de fonds, et les cinq autres chefs d'accusations qui pesaient sur lui sont annulés.